# Michael Weikath
Michael Weikath (ur. 7 sierpnia 1962 w Hamburgu) – niemiecki gitarzysta heavymetalowy, członek zespołu Helloween.
W 1984 był jednym z założycieli Helloween (z Hansenem i Schwichtenbergiem); autor kilku przebojów, pozostaje w zespole nieprzerwanie od jego początku.